# 望城西站
望城西站，位于湖南省长沙市望城区高塘岭镇，是石长铁路的货运站，由中国铁路广州局集团长沙车务段管辖，东南距长沙站23公里，西距宁乡站25公里。

## 历史
2009年，石长铁路复线工程启动，原计划于望城区月亮岛街道建设站房面积达8000平方米长沙西站，成为长沙市湘江以西最大的火车客运站，并同时西移望城站，将望城站建设成为500万吨级的一级货站。使两站客货搭配，计划成为此后大河西先导区重要的物流基地和客流集散地，并推动长沙现代物流业、商贸服务业的发展。但后随规划调整，望城站未进行西移扩建。
2017年最终规划确定，原长株潭城际铁路湘江西站被定位为国家级对外交通枢纽与城市轨道换乘中心相结合的复合型交通枢纽，并于2017年12月1日起正式更名为长沙西站，同时原名长沙西站的待建车站更名为望城站，望城站更名为望城西站。